# Хуан Медина Борбоа, Блоке 309 (Бакум)
Хуан Медина Борбоа, Блоке 309 (шп. Juan Medina Borboa, Bloque 309) насеље је у Мексику у савезној држави Сонора у општини Бакум. Насеље се налази на надморској висини од 20 м.

## Становништво
Према подацима из 2005. године у насељу су живела 2 становника.

### Хронологија
| Година       | 2000 | 2005 |
| ------------ | ---- | ---- |
| Становништво | 6    | 2    |

### Попис
| # | Индикатор                        | Вредност |
| - | -------------------------------- | -------- |
| 1 | Укупно појединачних домаћинстава | 1        |